# Осока плетевидная
Осо́ка плетеви́дная, или Осо́ка струнокоренна́я (лат. Carex chordorrhiza) — многолетнее травянистое растение, вид рода Осока (Carex) семейства Осоковые (Cyperaceae).

## Ботаническое описание
Растение с укороченными, неползучими корневищами и длинными стелющимися вегетативными побегами, от которых отходят вертикальные вегетативные и репродуктивные побеги.
Стебли полые, округло-сплюснутые, гладкие, 15—30 см высотой, одетые у основания длинными бурыми влагалищами, безлистными или с укороченной пластинкой.
Листья плоско-желобчатые, до 2—2,5(3) мм шириной, короткие, на вегетативных побегах во много раз длиннее.
Соцветие головчатое, из 3—5 тесносближенных немногоцветковых андрогинных колосков, густое, плотное, яйцевидное или треугольное, 0,8—2 см длиной. Чешуи яйцевидные, острые, ржавые, почти равные мешочкам. Мешочки неравно-двояковыпуклые, широкоэллиптические или яйцевидные, (3)3,5—4(4,5) мм длиной, толсто-кожистые, у основания губчатые, с 10—15 жилками спереди и 5—8 сзади, выше середины зазубренные, с цельным, коротким, гладким, цилиндрическим, наверху белоперепончатым носиком. Кроющие листья чешуевидные.
Плодоносит в июне—июле.
Число хромосом 2n=60, 70.
Вид описан из Швеции.

## Распространение
Северная Европа, в том числе Исландия и арктическая Скандинавия; Атлантическая и Центральная Европа; Арктическая часть России: Мурман, южная часть Канина (озеро Яжемское), Малоземельская тундра (река Сула), Большеземельская тундра, бассейн реки Кары, Полярный Урал, низовья Оби, южная часть Ямала, Тазовский полуостров, низовья реки Таза, Гыданская тундра, низовья Енисея и острова Енисейского залива, Южный Таймыр (река Дудыпта), бассейн Попигая, низовья Анабара и Оленёка, низовья и дельта Лены, залив Борхая, низовья Яны и Колымы, район Чаунской губы, бассейн Анадыря и Пенжины, западный берег Пенжинской губы; Европейская часть России: лесная зона на юг до широты Воронежа и Полтавы, Урал; Кавказ: единичные местонахождения; Средняя Азия: Мугоджары; Западная Сибирь; Восточная Сибирь: бассейн вернего течения Енисея, единично в Прибайкалье, субарктические районы Средне-Сибирского плато, юг Верхоянского хребта, бассейн Алдана и Индигирки; Дальний Восток: северное Приамурье (единичные местонахождения в бассейнах рек Зеи, Тырмы, Амгуни), побережье Охотского моря (долины рек Ямы и Катарбы), юг Камчатки; Восточная Азия: север полуострова Корея; Северная Америка: Аляска, в том числе арктическая часть, северная и восточная часть Канады, в том числе арктическое побережье, северо-восток США, юг острова Виктория и юго-восток Баффиновой Земли, Лабрадор.
Растёт на моховых, преимущественно сфагновых болотах, на гипновых низинных болотах, в мочажинах, на маломощных торфяниках лесотундры и южных тундр, по зарастающим берегам озёр, в наиболее топких, оттаивающих летом местах. Одно из основных растений мокрых западин полигональных болот.

## Значение и применение
Северным оленем (Rangifer tarandus) поедается весной, ранним летом и зимой благодаря сохранению надземной массы зелёной.